# حمحم طويل الأوراق
حمحم طويل الأوراق (الاسم العلمي:Borago longifolia) هو نوع من النباتات يتبع جنس الحمحم من الفصيلة الحمحمية.